# ボントレガー
ボントレガー（Bontrager ）は、キース・ボントレガーが創設した自転車パーツメーカー。過去においては自転車フレームの販売もしていたが、現在ではトレックの傘下にあり、OCLVカーボンなどを使用してトレックの純正品の部品を製造している。